# Atenolol
Atenolol (łac. atenololum) – wielofunkcyjny organiczny związek chemiczny stosowany jako lek β-adrenolityczny w leczeniu nadciśnienia tętniczego, choroby niedokrwiennej serca oraz zaburzeń rytmu serca.

## Mechanizm działania
Atenolol jest lekiem β-adrenolitycznym o działaniu na receptory adrenergiczne β1 bez wewnętrznej aktywności sympatykomimetycznej oraz bez wpływu stabilizującego błonę komórkową. Jego działanie utrzymuje się ponad 24 godziny, a maksymalny efekt następuje po 2–4 godzinach od podania.
Atenolol jest racemiczną mieszaniną. Enancjomer o konfiguracji S odpowiada za działanie farmakologiczne, natomiast enancjomer R nie wykazuje żadnej aktywności biologicznej. W leczeniu stosowany jest również czysty optycznie enancjomer S atenololu, który został zarejestrowany jako odrębny lek (esatenolol), a jego działanie jest dwukrotnie silniejsze od atenololu.

## Zastosowanie
Lek stosuje się przy:
- nadciśnieniu tętniczym
- chorobie niedokrwiennej serca
- zaburzeniach rytmu serca z szybką czynnością serca
- wczesnej interwencji w ostrej fazie zawału mięśnia sercowego

W 2016 roku atenolol był dopuszczony do obrotu w Polsce w preparacie prostym Atenolol Sanofi.

## Działania niepożądane
Atenolol może powodować następujące działania niepożądane, występujące ≥1/1000 (bardzo często, często i niezbyt często):
- bradykardia
- uczucie zimna w kończynach
- dyspepsja
- zmęczenie
- zwiększenie aktywności aminotransferazy asparaginianowej w osoczu krwi
- zwiększenie aktywności aminotransferazy alaninowej w osoczu krwi